# Будинок нічних примар
«Будинок нічних примар» або «Будинок на Хантед Хілл» («Будинок на Гантед Гілл», англ. House on Haunted Hill) — американський фільм жахів 1999 року.

## Сюжет
Ексцентричний мільйонер на ім'я Стівен Прайс вирішує відзначити день народження своєї дуже нелюбимої дружини Евіл в покинутому будинку з моторошним минулим. У ньому багато років тому якийсь доктор-маніяк проводив нелюдські експерименти й по-звірячому мучив своїх пацієнтів. Список запрошених хтось загадковим чином підмінює, і в будинок на пагорбі приїжджають зовсім незнайомі один одному люди. Прайс пропонує мільйон доларів кожному, хто залишиться в будинку до ранку.

## У ролях
- Джеффрі Раш — Стівен Прайс
- Фамке Янссен — Евелін Стокард-Прайс
- Тей Діггз — Едді Бейкер
- Пітер Галлахер — Дональд В. Блекберн, доктор медичних наук
- Кріс Кеттен — Ватсон Прітчетт
- Елі Лартер — Сара Вульф
- Бріджит Вілсон — Мелісса Маргарет Марр
- Макс Перліх — Карл Шектер
- Джеффрі Комбс — доктор Річард Бенджамін Ваннакутт